# Georg Joachimsthal
Georg Joachimsthal (ur. 8 maja 1863 w Stargardzie, zm. 28 lutego 1914 w Berlinie) – niemiecki lekarz ortopeda.
Studiował medycynę na Uniwersytecie Fryderyka Wilhelma w Berlinie, w 1887 roku został doktorem medycyny. W 1898 roku habilitował się, w 1900 roku założył prywatną klinikę. Od 1902 roku był profesorem tytularnym. Od 1907 roku był jednym z założycieli i redaktorów Zeitschrift für orthopädische Chirurgie. W 1908 roku został profesorem nadzwyczajnym chirurgii ortopedycznej na Uniwersytecie w Berlinie. W 1910 roku założył Berlińskie Towarzystwo Ortopedyczne (Berliner Orthopädische Gesellschaft).

## Wybrane prace
- Die Angeborenen Verbildungen der Oberen Extremitäten. Hamburg, 1900.
- Über die Ursachen, das Wesen und die Behandlung des Klumpfusses. 1903
- Handbuch der orthopädischen Chirurgie. 1907